# Hinckley (Utah)
Pour les articles homonymes, voir Hinckley.
La ville américaine de Hinckley est située dans le comté de Millard, dans l’Utah. Lors du recensement de 2010, sa population s’élevait à 696 habitants.

## Source
- (en) Cet article est partiellement ou en totalité issu de l’article de Wikipédia en anglais intitulé « Hinckley, Utah » (voir la liste des auteurs).